# BV Holding
Die BV Holding AG (Eigenbezeichnung auch BVgroup) ist eine Schweizer Beteiligungsgesellschaft mit Sitz in Muri b. Bern. Sie beteiligt sich langfristig mit Eigenkapital bei Nachfolge- und Wachstumsfinanzierungen von Unternehmen aus der Schweiz. Das Unternehmen kotiert an der Berner Börse BX Swiss (vormals Berne eXchange).
Stand Juni 2016 hielt Willy Michel, Unternehmer und Vizepräsident des Verwaltungsrats, 54,3 Prozent der Anteile an der Gesellschaft.

## Beteiligungen
Mit einer Beteiligungsquote von 40,6 Prozent bildet die Beteiligung an der auf Isolatortechnologie spezialisierten Skan Holding die grösste Position der BV Holding. Sie machte per 31. Dezember 2017, gemessen am Fair Value, rund 74,8 Prozent des gesamten Beteiligungsportfolios der BV Holding aus. Weitere 19,5 Prozent entfielen auf eine 20,7-prozentige Beteiligung an der Ziemer Group AG (Augenheilkunde). 5,7 Prozent verteilten sich auf sechs kleinere Beteiligungen.
Im Januar 2015 konnte die BV Holding den erfolgreichen Verkauf ihrer 80,1-prozentigen Beteiligung an der Lonstroff Holding AG (Elastomere) an den japanischen Konzern Sumitomo Rubber Industries bekannt geben. Dieser Verkauf führte zu Rückflüssen an flüssigen Mitteln im Umfang von 38,9 Mio. CHF.
Im Zuge des Verkaufs der Finox AG an den ungarischen Pharmakonzern Gedeon Richter im Juni 2016 hat die BV Holding ihre 14-prozentige Beteiligung mitveräussert und konnte so Rückflüsse an flüssigen Mittel von 24,4 Mio. CHF realisieren. Vor dem Verkauf wurden die Rechte am US-Markt an eine neue Gesellschaft, die Fertility Biotech AG, übertragen, welche die Zulassungsbestrebungen in diesem Markt weiterführt. An dieser Gesellschaft ist die BV Holding mit 14 Prozent beteiligt.

## Geschichte
Das Unternehmen wurde 1997 unter der Firma Bern-Venture Limited mit Sitz in Tortola auf den Britischen Jungferninseln gegründet. 2001 wurde die Gesellschaft in eine Aktiengesellschaft nach Schweizer Recht mit Sitz in Bern umgewandelt sowie in BV Holding AG umbenannt. Seit dem 5. April 2007 ist das Unternehmen an der Berner Börse Berne eXchange, die dem Eidgenössischen Börsengesetz (BEHG) unterstellt ist, kotiert. Seit 1. November 2010 wird die operative Tätigkeit der BV Holding AG von ihren Räumlichkeiten in Gümligen geführt. Per 11. Juni 2012 wurde der Sitz der Gesellschaft nach Muri b. Bern verlegt.